# 我的国家属于你

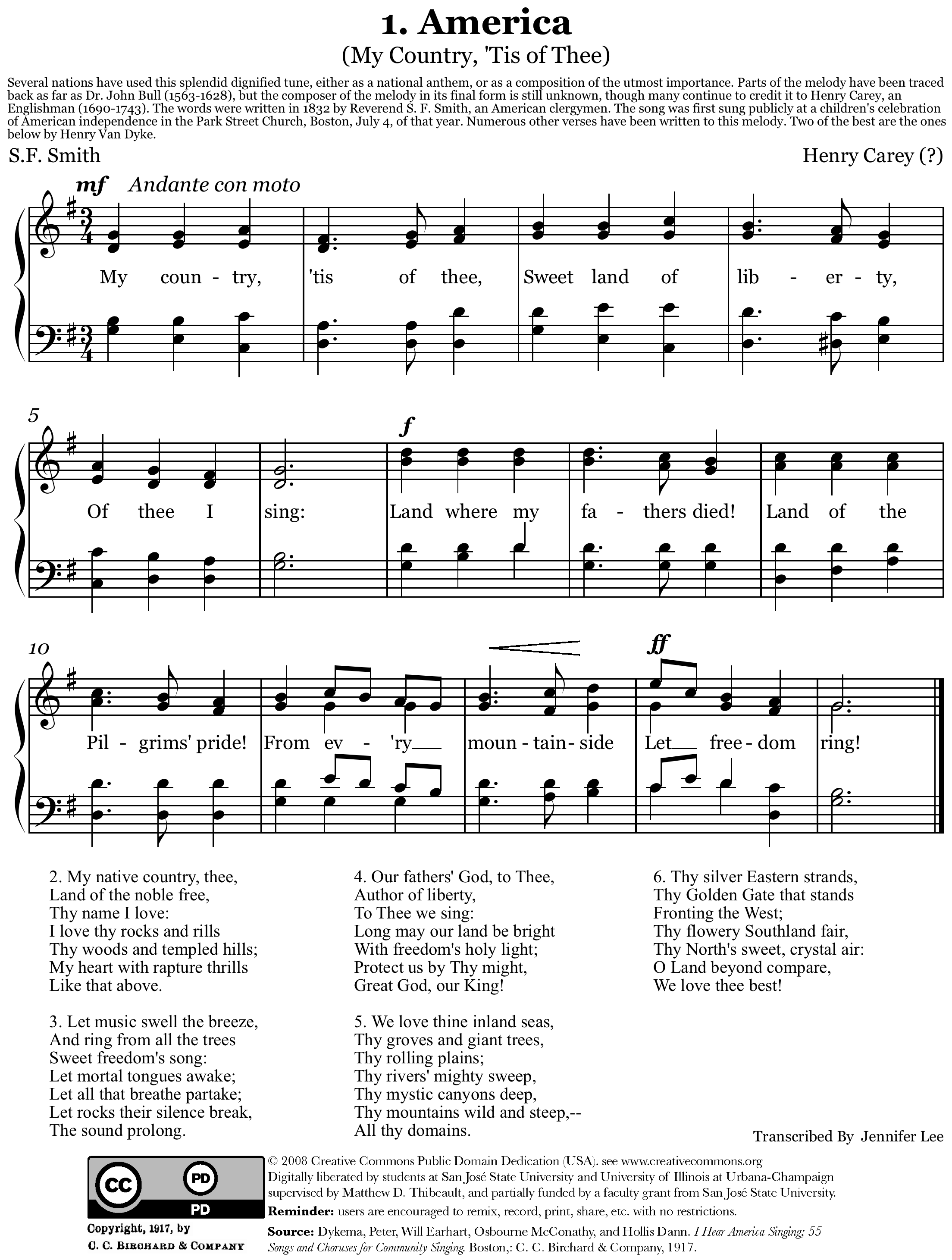
乐谱

《為妳，我的國家》也稱為《America》是一首美國愛國歌曲，歌詞是由山繆·弗朗西斯·史密斯（Samuel Francis Smith）所作，而曲調則與英國國歌《天佑吾王》相同，是美國在19世紀時所實際使用的國歌。
山繆·弗朗西斯·史密斯在1831年將歌詞寫成，當時他還是一位學生。這首歌在1831年7月4日於波士頓的一場國慶典禮中首次公開演奏。馬丁·路德·金恩在著名演說《我有一個夢》中，曾引用這首歌的的歌詞。

## 歌词

### 原文及翻譯
| 原文                           | 中文翻譯                 |
| ------------------------------ | ------------------------ |
| 1                              |                          |
| My country, 'tis of thee,      | 為了妳，我的國家，       |
| Sweet land of liberty,         | 甜美的自由之地           |
| Of thee I sing;                | 我為妳歌唱；             |
| Land where my fathers died,    | 我先輩們死去的土地，     |
| Land of the pilgrims' pride,   | 朝聖者們自豪的土地，     |
| From ev'ry mountainside        | 在每一處山崗             |
| Let freedom ring!              | 讓自由迴盪！             |
| 2                              |                          |
| My native country, thee,       | 妳，我的祖國，           |
| Land of the noble free,        | 自由勇者的土地，         |
| Thy name I love;               | 妳的名字是我所愛；       |
| I love thy rocks and rills,    | 我愛妳的岩石和小溪，     |
| Thy woods and templed hills;   | 妳的樹林和遍佈聖殿的山； |
| My heart with rapture thrills, | 我的心因欣喜而顫動，     |
| Like that above.               | 如天上之心。             |
| 3                              |                          |
| Let music swell the breeze,    | 讓音樂隨清風增長，       |
| And ring from all the trees    | 在樹木間迴盪，           |
| Sweet freedom's song;          | 甜美的自由之歌；         |
| Let mortal tongues awake;      | 讓凡人的口甦醒；         |
| Let all that breathe partake;  | 讓一切生靈參與；         |
| Let rocks their silence break, | 讓岩石打破寂靜，         |
| The sound prolong.             | 聲，延續。               |
| 4                              |                          |
| Our fathers' God to Thee,      | 為你，我們祖先的神，     |
| Author of liberty,             | 自由的締造者，           |
| To Thee we sing.               | 我們為你歌唱。           |
| Long may our land be bright,   | 讓我們的土地永久光明，   |
| With freedom's holy light,     | 以自由的神聖之光，       |
| Protect us by Thy might,       | 以你的大能保護我們，     |
| Great God our King.            | 聖神吾王。               |

### 陳獨秀中文译文
其一
爱吾土兮自由乡。
祖宗之所埋骨。
先民之所夸张。
颂声作兮邦家光。
群山之隈相低昂。
自由之歌声抑扬。
其二
吁嗟汝兮吾宗国。
自由名族之所宅。
汝之名兮余所怿。
清浅兮川流。嵯峨兮岩石。
森林兮莽苍。丘陵兮耸立。
余悦汝兮心震摇。
欢乐极兮登天国。
其三
箫管作兮交远风。
飞声振响群林中。
自由之歌乐其雍。
众口相和声融融。
含生负气皆从同。
巉岩破寂声宏通。
其四
尊吾神兮自吾祖。
自由创造汝之矩。
吾曹讴歌实唯汝。
万岁千秋德惠溥。
自由灵光耀吾土。
仗汝力兮佑吾侣。
伟大之神吾共主。

## 註解
1. ↑  原文作「讓一切張口呼吸的（生物）參與」

## 外部連結
- Review of a book about the song from the Journal of American History （英語）
- CyberHymnal page - contains history, lyrics, and infinitely-looping MIDI music. （英語）